# Matsubara
Matsubara (jap. 松原市, -shi) ist eine Stadt in der Präfektur Osaka in Japan.

## Geographie
Matsubara liegt nordöstlich von Sakai und südöstlich von Osaka.

## Geschichte
Matsubara wurde am 1. Februar 1955 gegründet.

## Weblinks

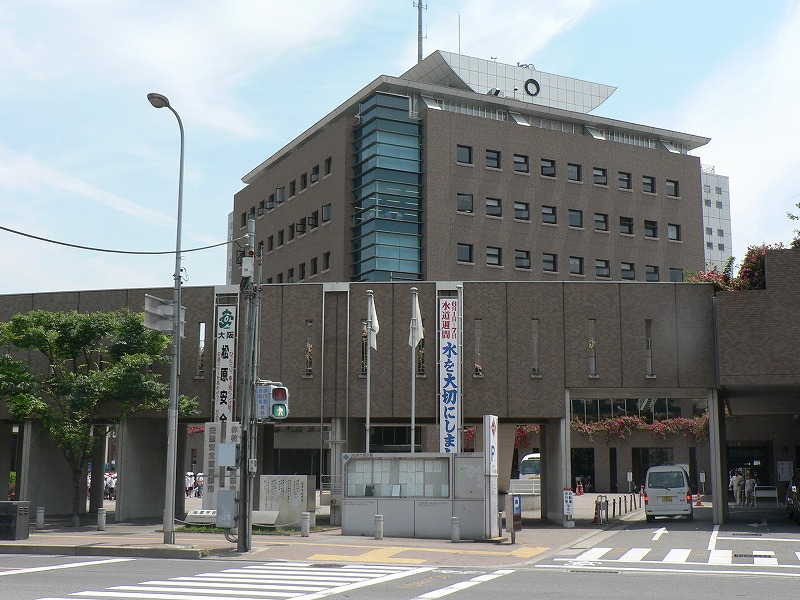
Rathaus von Matsubara

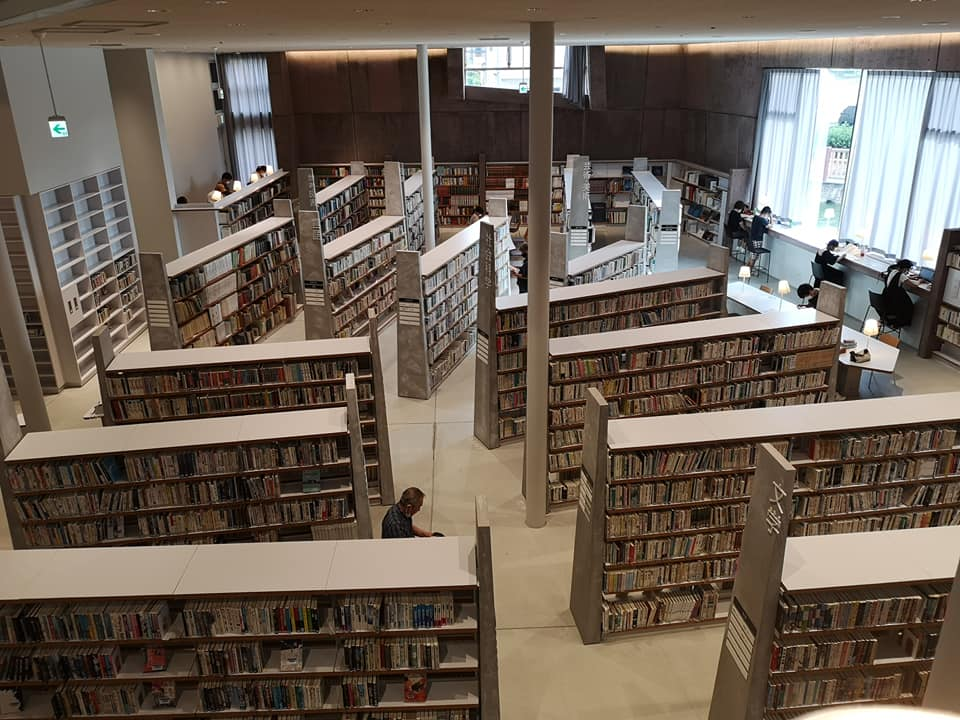
Matsubara Citizen Matsubara Library

## Verkehr
- Zug
  - Kintetsu-Minamiosaka-Linie

- Straße:
  - Hanwa-Autobahn
  - Nationalstraße 309

## Angrenzende Städte und Gemeinden
- Osaka
- Sakai
- Yao
- Fujiidera
- Habikino